# سفارت ایالات متحده آمریکا در داکا
سفارت ایالات متحده آمریکا در داکا (به لاتین: Embassy of the United States) یک منطقهٔ مسکونی و نمایندگی سیاسی ایالات متحده آمریکا در بنگلادش است که در داکا واقع شده‌است.